# Coupe ASOBAL 2009-2010
Navigation
Coupe ASOBAL 2008-2009 Coupe ASOBAL 2010-2011
La Coupe ASOBAL 2009-2010 est la 20e édition de la compétition qui a eu lieu les 19 et 20 décembre 2009 dans le Palais Vista Alegre de Cordoue.
Elle est remportée par le FC Barcelone pour la 6e fois.

## Équipes engagées et formule
Les équipes engagées sont les quatre premières équipes du Championnat d'Espagne 2009-2010 à la fin des matchs aller, à savoir le BM Ciudad Real,  le FC Barcelone, le  BM Valladolid et le Portland San Antonio.
Le format de la compétition est une phase finale à 4 (demi-finale, finale) avec élimination directe. L'équipe qui remporte la compétition obtient une place qualificative pour la Ligue des champions 2010-2011.

## Résultats
|  | Demi-finales         | Demi-finales   |              |    | Finale | Finale |
|  | Demi-finales         | Demi-finales   |              |    | Finale | Finale |
|  |                      |                |              |    |        |        |
|  |                      |                |              |    |        |        |
|  |                      |                |              |    |        |        |
|  | Portland San Antonio | 28             |              |    |        |        |
|  | Portland San Antonio | 28             |              |    |        |        |
|  | FC Barcelone         | 32             |              |    |        |        |
|  | FC Barcelone         | 32             | FC Barcelone | 34 |        |        |
|  |                      |                | FC Barcelone | 34 |        |        |
|  |                      | BM Ciudad Real | 33           |    |        |        |
|  | BM Ciudad Real       | BM Ciudad Real | 33           | 29 |        |        |
|  | BM Ciudad Real       |                |              | 29 |        |        |
|  | BM Valladolid        | 24             |              |    |        |        |
|  | BM Valladolid        | 24             |              |    |        |        |